# 後藤麻衣 (女優)
後藤 麻衣（ごとう まい、1977年10月16日 - ）は、日本の着エロアイドル。

## 人物
東京都出身。関東国際高校卒業、慶應義塾大学法学部中退。
これまで、多くの「着エロDVD」に出演している。その中でもかなり過激な部類に入り、食べ物やディルド等を使っての擬似オーラルセックスや、パイパンの股間にTバックのパンティーを食い込ませたり、放尿さらにはオナニーにも果敢に挑戦している。オナニーも当初は擬似だったが、後の作品では、バイブレーターを使用したり、愛液で濡れた股間を弄るといった、殆どアダルトビデオ紛いの過激さを見せている。DVDで女子高生コスプレ（超ミニスカート、ルーズソックス着用）を披露することも多く、野外露出、パンチラ・パンモロ、M字開脚などの大胆ポーズはもちろん、ここでもオナニーシーンを披露している。
特技は箏、三味線。趣味はタロットカード、旅行。

### 経歴
キャンペーンガール、『クラリオンガール』における準グランプリ受賞がきっかけで芸能界デビューした。1998年（平成10年）にはテレビ番組、『トゥナイト2』にレポーターとして出演、翌年には『マジョーラインパル』チームのレースクイーンを務めた。また、2003年にはイエローコーンレースクイーンを務めた。
2007年（平成19年）2月21日発売のDVD『プライベートSEX』では過激な性描写が話題となった。この作品以降のリリース作品はR-18指定を受けている。

#### 都議会選挙への立候補
2009年（平成21年）7月に行われた東京都議会議員選挙に、後藤は新宿区選挙区から、『後藤まい』名義で無所属で立候補。後藤は、政策として「女性の子育て支援」を核としたマニフェストを掲げ、歌舞伎町に選挙事務所を構えてミニスカートや浴衣姿で演説するなど、精力的に選挙運動を行なった。週刊誌やスポーツ紙などのメディアには「エロすぎる都議候補」として、青森県八戸市の藤川優里の「美人過ぎる市議」に対比した形で取り上げられたが、全国紙では「独自の戦い」という表現にとどまった。
選挙結果は得票数3,592票で、8人中6位で落選（定数4）。法定得票数（7,996.562票）に届かなかったが、供託物没収点（3,198.625票）には達し、供託金60万円の没収は免れた。

#### 都議選後
都議選落選後のインタビューで「今後はしばらく休む」とも語っていた後藤であるが、翌2010年（平成22年）1月にはラジオの開始、8月1日にはMUTEKIからAVデビューとなった。
その後都議選の翌々年2011年（平成23年）4月に行われた統一地方選挙後半戦、杉並区議会議員選挙（定数48）でも立候補したがメディアへの露出等は殆どなされず落選している。得票は1,658票で、72候補中59位だった。
2012年、宅地建物取引士試験合格。2013年、琴教師資格取得。三味線教師資格取得。

## 主な出演

### テレビ
- 熱中ホビー百科
- トゥナイト2
- 後藤麻衣のワインが好き
- 女教師・沢木圭子2
- タブロイド
- 山村美紗サスペンス 京都夜の祇園姉妹殺人事件
- イントゥルーダー

### ラジオ
- 後藤麻衣の心配ないさぁ〜!!（TBSラジオ。大西ライオンと共演）放送期間:2010年1月19日 - 10月1日
- 後藤麻衣のDon't Worry!!（文化放送。大西ライオンと共演）放送期間:2010年10月5日 - 2011年3月22日
- 後藤麻衣の心配ないさぁ〜!!（RFラジオ日本にてTBSラジオで放送していたタイトルを復活させた。大西ライオンと共演）放送期間:2011年7月1日 - 2022年1月28日[5]

### 映画
- 殺し屋1 銀狼の群 (セーラ)

### DVD
- a girl 発売日 2001年10月12日
- 嶋村かおり・後藤麻衣/ Last Tango 発売日 2002年4月26日
- LEGEND OF RACE QUEEN 発売日 2003年6月18日
- Pink・ish impact 発売日 2003年11月20日
- DEAD LINE 発売日 2004年1月23日
- Final Mission 後藤麻衣 発売日 2004年5月28日
- YELLOW TOPAZ 発売日 2004年11月25日
- SPECIAL VERSION 発売日 2005年2月23日
- エロイ! 発売日 2005年5月20日
- MOULIN・ROUGE 発売日 2005年8月19日
- KINGDOM 発売日 2005年9月22日
- セレブ愛。発売日 2005年12月22日
- イタリアの休日 発売日 2006年2月24日
- Aman 発売日 2006年5月26日
- 受精 2006/9/22発売
- プライベートSEX 発売日 2007年2月21日
- 仮面の女 2007/5/25発売
- BELLAGIO 2007/8/24発売
- COBRA 2007/11/16発売
- 華麗なる… 2008/2/29発売
- Arabian Nights 2008/6/27発売
- 千夜一夜の夢 2009/1/1発売
- morocco 2010/6/25発売
- Rits 2011/2/25発売
- エメラルドの恋 2011/3/25発売
- 後藤麻衣・RYU/ 禁断の花びら 2011/9/23発売
- BLACK HOLIC 2011/11/25発売
- LONDON OF PASSION 2012/8/24発売
- Macau Dream 2012/10/12発売
- C'est combien? （2013年2月22日、キングダム）
- スペインより愛を込めて 2013/7/12発売
- ニューヨークの女神 2013/10/11発売
- R 2014/2/28発売（ブルーレイ同時）
- ロワイヤルスイート 2014/5/23発売
- MIRANO 2014/8/1発売（ブルーレイ同時）
- George V 2015/8/13発売（ブルーレイ同時）
- Cortigiana Venezia 2015/6/5発売（ブルーレイ同時）
- SUITES CLASS 2015/11/30発売（ブルーレイ同時）
- 後藤麻衣・荒井美恵子/ M 2016/8/5発売（ブルーレイ同時）
- Cote d’Azur 2016/11/4発売（ブルーレイ同時）
- Place Vendome 2017/1/27発売（ブルーレイ同時）
- 暗黒のパーティー 2017/8/11発売（ブルーレイ同時）
- cocotte 2019/2/22発売（ブルーレイ同時）

### オリジナルビデオ
- CIRCUIT ANGEL　1999年8月
- 美悪の華 Vol.3 裏切り者 発売日 2001年12月21日
- 銀鮫 〜銀座金融伝説〜 発売日 2004年12月25日
- 新・銀鮫 〜六本木金融伝説〜 発売日 2005年1月25日
- くノ一忍法伝
- 暴力商売

### アダルトビデオ
- mai lovers (2010年8月1日、MUTEKI)

## 写真集
- a girl
- Last Tango/嶋村かおり×後藤麻衣
- BODY2
- Risky
- Dubai
- Fly Mai to the moon